# 哈萨克斯坦国家地震观测与研究中心
哈萨克斯坦国家地震观测与研究中心，是哈萨克斯坦共和国科学教育部直属的科研机构，是哈萨克斯坦的全国地震观测和研究机构。
哈萨克斯坦国家地震观测与研究中心的前身是苏联时期的苏联地质部和苏联科学院双重领导的哈萨克科学院地震研究所。该中心是中亚地区最大的地震观测研究机构，监测范围覆盖哈萨克斯坦全国，并在哈萨克斯坦各州都设立了地震观测台站。

## 历史
作为前苏联境内地震活动最强烈的地区，中亚地区的地震观测始于20世纪初。1950年代前，整个苏联中亚地区设有地震观测台站20余个。1965年，当时的苏联科学院牵头成立了全苏统一地震观测系统委员会，从属于苏联科学院主席团部际地震学和抗震建筑委员会，形成了跨部门、跨加盟共和国的地震观测台站格局。1966年塔什干地震后，地震预测工作被作为苏联科学院大地物理研究所的重要研究课题之一，中亚地区地震观测网迅速扩大。到80年代初，中亚地区已建成各种地震观测台站80多个，其中约有四分之一分布于哈萨克苏维埃社会主义共和国。
到1984年，地震固定台站数更增加到118个，并建立了地震遥测台网。此时，哈萨克科学院地震研究所共有5个基准地震台和9个区域地震台，同时设立了阿拉木图孕震试验场，作为主要的地球物理研究场地。
苏联解体后，哈萨克斯坦国家地震观测与研究中心成为哈萨克斯坦的主要地震观测机构，并继续主办了中亚天山地震国际学术研讨会，参与了中亚地震机构联络机制。

## 业务
作为全国性的地震监测和研究中心，哈萨克斯坦地震研究所下设地震研究所等多个研究部门。同时，该所还下辖阿尔玛-阿拉桑、戈列里尼克等十余个直属地震台。
1980年代，哈萨克斯坦建成了一套比较完整的地震监测网络。哈萨克斯坦地震台网分为地震台、试验场、流动观测队三个部分。此外，哈萨克斯坦还开发了超长期、长期、中期和短期等多种地震预报产品，同时亦加大了对微小地震和主要震源地异常地质活动的观测。
哈萨克斯坦测震台网主要部署在城镇、厂矿、试验场等关键地域。并对地形变等、生物前兆等15个地震前兆要素进行观测，并对震源区岩石演变过程的动力学参数进行了长期观测。
哈萨克斯坦地震观测和研究中心还积极寻求解决各类区域性问题。对经济建设、重要工业军事设施、各水利枢纽和大型水电站进行观测，并编制详细的烈度区划图。